# چیلان (واشینگتن)
چیلان (به انگلیسی: Chelan) شهری در شهرستان چیلان، ایالت واشنگتن است که در سرشماری سال ۲۰۱۰ میلادی، ۳۸۹۰ نفر جمعیت داشته است. 

## نگارخانه

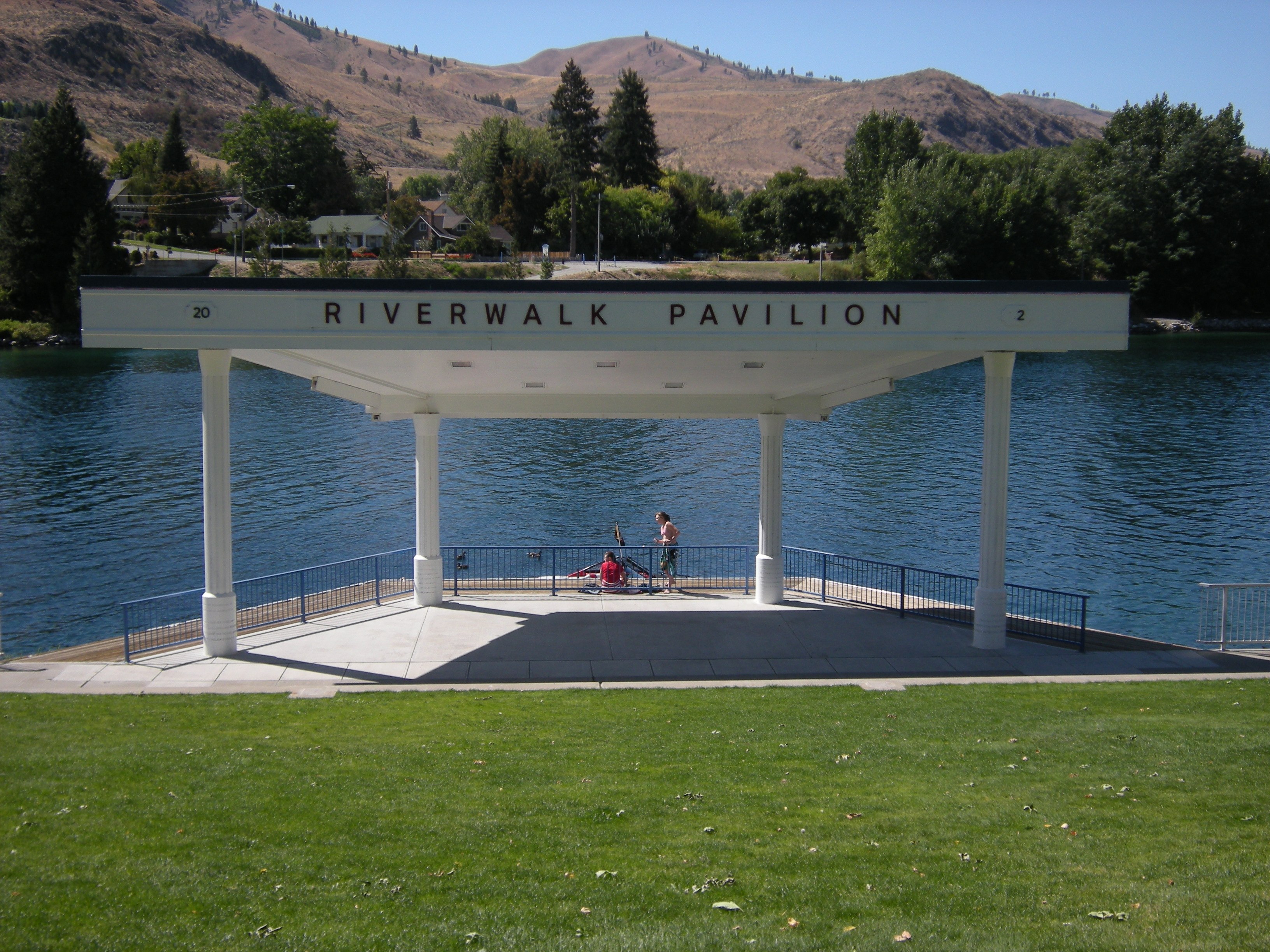
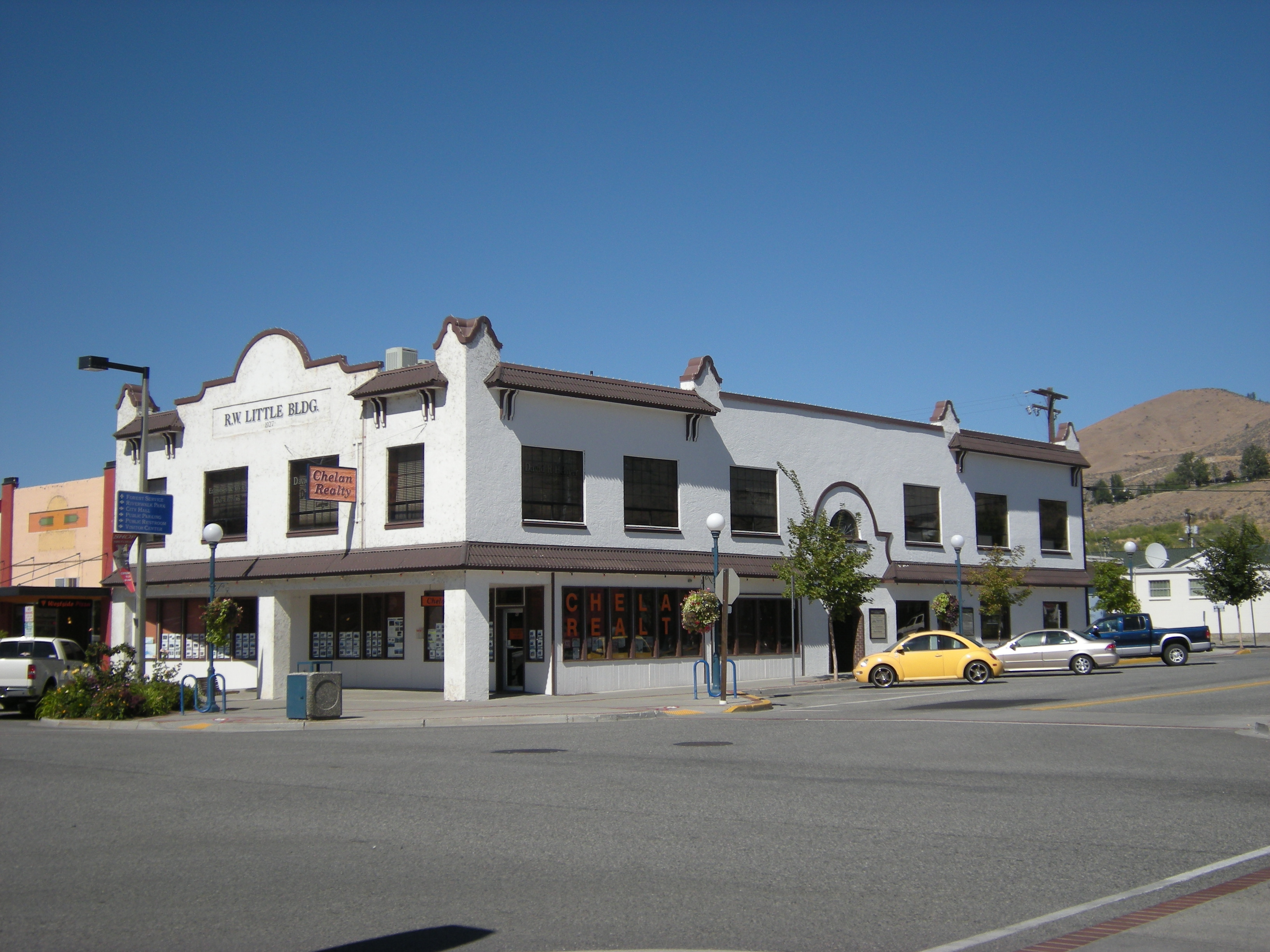
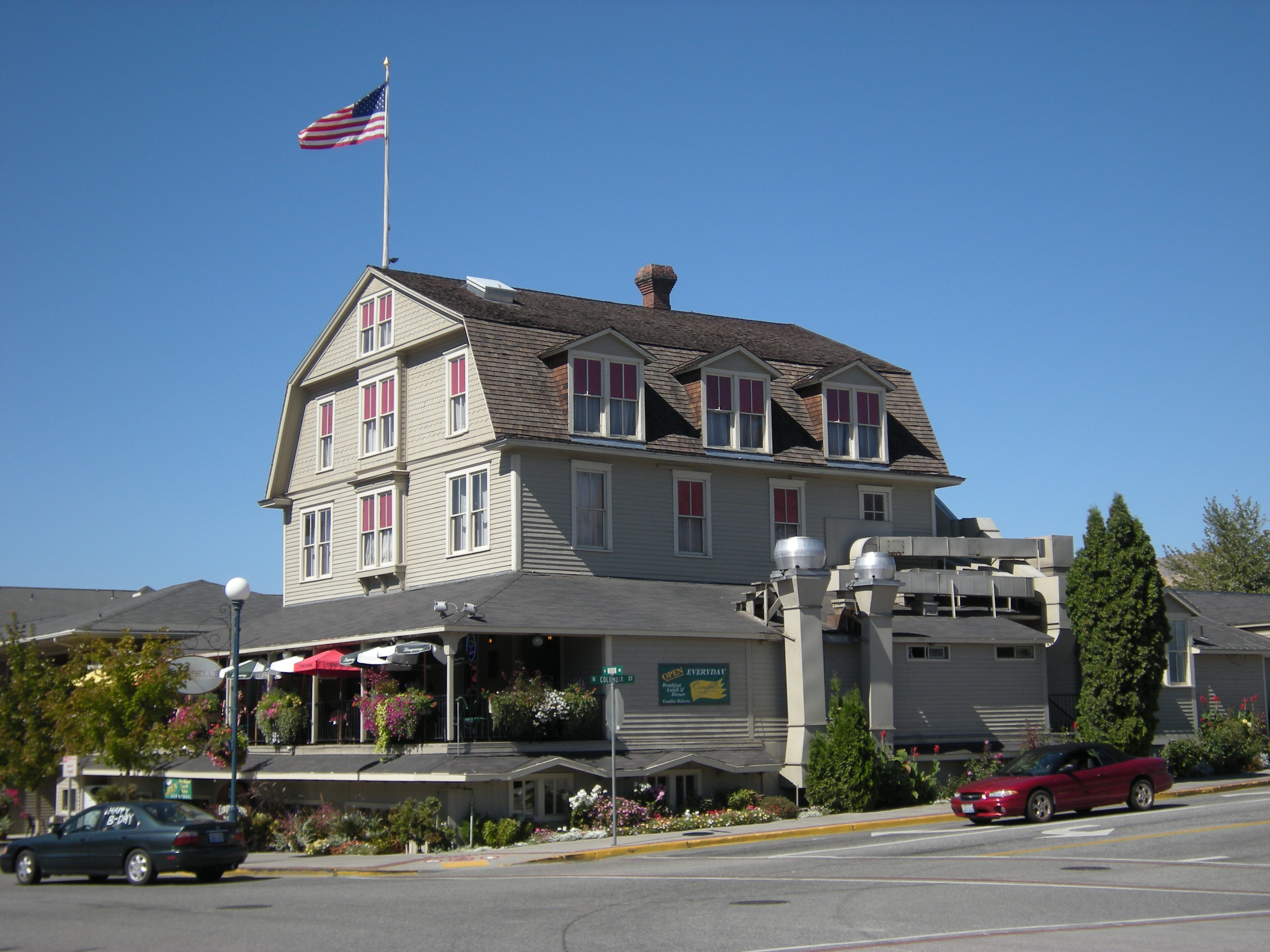